# Henri Wijnmalen
Henricus Joannes Evert Willem Carel (Henri) Wijnmalen, achternaam ook wel bekend als Weynmalen of Wynmalen (Ovezande (Borsele), 3 september 1889 - Twyford (Berkshire, Engeland), 9 februari 1964) was een Nederlandse luchtvaartpionier en vliegenier.

## Vliegenier en de Maatschappij voor Luchtvaart
Wijnmalen was student medicijnen toen hij in 1910 besloot vlieglessen te nemen in Pau bij Louis Blériot. Het ging hem daar allemaal te langzaam en daarom vertrok hij naar de vliegschool van Henri Farman. Hier haalde hij op 29 augustus 1910 zijn vliegbrevet. In datzelfde jaar vestigde hij het wereldhoogterecord met een hoogte van 2780 meter.
Terug in Nederland kreeg Henri Wijnmalen een baan aangeboden van zijn oom J.F. Verwey. Verwey was mededirecteur van Verwey & Lugard Automobielen, die in 1910 op twee locaties vliegshows gingen houden. De ene was Gilze-Rijen, de andere Soesterberg. Henri Wijnmalen kreeg het beheer over de vliegshow en vliegschool van Soesterberg, onder de bedrijfsnaam Maatschappij voor Luchtvaart. Medevliegenier Frits Koolhoven kreeg de leiding over de vliegtuigfabriek.

## Spyker
In 1911 nam Henri Wijnmalen ontslag en ging ook de Maatschappij voor Luchtvaart failliet. De inboedel werd overgenomen door de Luchtvaartafdeeling (LVA). Wijnmalen vertrekt naar Duitsland om te werken bij vliegtuigontwerper Max Oertz, om in 1913 via België weer terug te keren in Nederland als Farman-agent en licentiehouder. In België - Brussel - trouwt hij op 10 mei 1911 met Leontine Verheijden en ze krijgen in 1913 een dochter. Hij begint de Nederlandse Vliegtuigenfabriek op Vliegbasis Soesterberg en bouwt Farman en Bleriot vliegtuigen. Maar in 1914 moet hij Soesterberg verlaten en betrekt een van de fabriekshallen van Spyker (Trompenburg). De financiële situatie van Spyker was zodanig dat Henri zijn geldschieter, Frits H. Fentener van Vlissingen, vroeg om alle aandelen Spyker op te kopen. Henri werd directeur van Spyker en hernoemde de fabriek in N.V. Nederlandse Automobiel- en Vliegtuigenfabriek Trompenburg. Spyker is dan een van de eerste volwaardige Nederlandse vliegtuigbouwers met eigen ontwerpen en krijgt ook orders binnen van de LVA. In 1916 krijgen Henri en Leontine nog een dochter. In 1919 stopt Spyker met de bouw van vliegtuigen en in 1922 vertrekt Henri bij Spyker. Spyker gaat in 1926 officieel failliet.

## Paarden
Henri en Leontine verhuizen op een gegeven moment naar Groot-Brittannië waar Henri zich bezighoudt met renpaarden en paardenfokken, ook schrijft hij enkele boeken met betrekking tot paardenfokken en -rijden. Leontine overlijdt op 30 september 1932 in Londen. Henri hertrouwt met Julia Ward (? Peru - ±2000 Windsor) en hij overlijdt zelf in 1964 in Twyford (Berkshire).
Op last van de regering te Londen wordt hem in september 1941 gevraagd om voor Nederlandse rekening de bouw van een kamp voor de Prinses Irene Brigade in Wrottesley Park, op 8 km ten westen van Wolverhampton gelegen, te leiden.